# اکونوگبه
اکونوگبه (به لاتین: Akounougbé) یک منطقهٔ مسکونی در ساحل عاج است.